# Amt Vetschau
Das Amt Vetschau war ein 1992 gebildetes Amt im Land Brandenburg, in dem sich elf Gemeinden im damaligen Landkreises Calau (seit 1993 Landkreis Oberspreewald-Lausitz) zu einem Verwaltungsverbund zusammengeschlossen hatten. Sitz der Amtsverwaltung war in der Stadt Vetschau/Spreewald. Das Amt Vetschau wurde 2003 aufgelöst und die letzten kleineren amtsangehörigen Gemeinden per Gesetz in die Stadt Vetschau eingegliedert. Ende 2002 hatte das Amt 10.192 Einwohner.

## Geographische Lage
Das Amt Vetschau grenzte im Norden an die Ämter Lübbenau/Spreewald und Burg (Spreewald), im Osten an die amtsfreie Gemeinde Kolkwitz, im Süden an die Ämter Drebkau und Altdöbern und im Westen an das Amt Calau.

## Geschichte
Der Minister des Innern des Landes Brandenburg erteilte am 9. Juli 1992 seine Zustimmung zur Bildung des Amtes Vetschau. Als Zeitpunkt des Zustandekommens des Amtes wurde der 21. Juli 1992 festgelegt. Das Amt hatte seinen Sitz in der Stadt Vetschau (später Vetschau/Spreewald) und bestand zunächst aus elf Gemeinden im damaligen Landkreis Calau (in der Reihenfolge ihrer Nennung im Amtsblatt):
1. Raddusch
2. Naundorf
3. Laasow
4. Göritz
5. Ogrosen
6. Repten
7. Koßwig
8. Missen
9. Stradow
10. Suschow und der Stadt
11. Vetschau (heute Vetschau/Spreewald)

Die Stadt Vetschau wurde zum 1. April 1997 in Vetschau/Spreewald umbenannt. Zum 31. Dezember 2001 wurden die Gemeinden Göritz, Naundorf, Repten und Stradow in die Stadt Vetschau/Spreewald eingegliedert. Zum 31. Dezember 2002 wurden die  Gemeinden Ogrosen und Suschow in die Stadt Vetschau/Spreewald eingegliedert. Die Gemeinden Koßwig, Laasow, Missen und Raddusch wurden zum 26. Oktober 2003 per Gesetz in die Stadt Vetschau/Spreewald eingegliedert. Das Amt Vetschau wurde aufgelöst, die Stadt Vetschau/Spreewald amtsfrei. Die Gemeinde Missen legte beim Verfassungsgericht des Landes Brandenburg kommunale Verfassungsbeschwerde gegen ihre Eingliederung in die Stadt Vetschau/Spreewald ein, die zurückgewiesen wurde.

## Amtsdirektor
Letzter Amtsdirektor des Amtes Vetschau und gleichzeitig auch Bürgermeister der Stadt Vetschau/Spreewald war Axel Müller.

## Belege
1. ↑  Beitrag zur Statistik Landesbetrieb für Datenverarbeitung und Statistik Historisches Gemeindeverzeichnis des Landes Brandenburg 1875 bis 2005 19.8 Landkreis Oberspreewald-Lausitz PDF
2. ↑  Bildung der Ämter Vetschau, Schlieben, Angermünde-Land, Grünheide, Großräschen, Lübbenau, Unteres Dahmeland und Calau. Bekanntmachung des Ministers des Innern vom 30. Juni 1992. Amtsblatt für Brandenburg - Gemeinsames Ministerialblatt für das Land Brandenburg, 3. Jahrgang, Nummer 54, 31. Juli 1992, S. 968/9.
3. ↑  Änderung des Namens der Stadt Vetschau. Bekanntmachung des Ministers des Innern vom 7. März 1997. Amtsblatt für Brandenburg - Gemeinsames Ministerialblatt für das Land Brandenburg, 8. Jahrgang, Nummer 19, 15. Mai 1997, S. 358.
4. ↑  Eingliederung der Gemeinden Göritz, Naundorf, Repten und Stradow in die Stadt Vetschau/Spreewald. Bekanntmachung des Ministeriums des Innern vom 21. Dezember 2001. Amtsblatt für Brandenburg - Gemeinsames Ministerialblatt für das Land Brandenburg, 13. Jahrgang, Nummer 2, 9. Januar 2002, S. 18 PDF.
5. ↑  Eingliederung der Gemeinden Ogrosen und Suschow. Bekanntmachung des Ministeriums des Innern vom 30. April 2002. Amtsblatt für Brandenburg - Gemeinsames Ministerialblatt für das Land Brandenburg, 13. Jahrgang, Nummer 22, 29. Mai 2002, S. 561 PDF.
6. ↑  Sechstes Gesetz zur landesweiten Gemeindegebietsreform betreffend die Landkreise Dahme-Spreewald, Elbe-Elster, Oberspreewald-Lausitz, Oder-Spree und Spree-Neiße (6.GemGebRefGBbg) vom 24. März 2003, Gesetz- und Verordnungsblatt für das Land Brandenburg, I (Gesetze), 2003, Nr. 05, S. 93
7. ↑  Kommunale Verfassungsbeschwerde der Gemeinde Missen gegen ihre Eingliederung in die Stadt Vetschau/Spreewald